# أديسون (فيرمونت)
أديسون (بالإنجليزية: Addison, Vermont)‏ هي بلدة تقع بولاية فيرمونت في الولايات المتحدة. تبلغ مساحتها 126.8 (كم²)، وترتفع عن سطح البحر 27 م، بلغ عدد سكانها 1371 نسمة في عام 2010 حسب إحصاء مكتب تعداد الولايات المتحدة وتصل الكثافة السكانية فيها 10.8 نسمة/كم2.

## أعلام
- سيلاس جي. برات
- جون سترونج

## وصلات خارجية
- www.addisonvt.com
- The US50 - Cities and Towns in Vermont State
- Vermont Cities and Towns, Facts, Map, Flag, Colleges, Government, and More